# Wolpyeong-dong
Wolpyeong-dong (koreanska: 월평동) är en stadsdel i staden Daejeon i Sydkorea, i den centrala delen av landet, 140 km söder om huvudstaden Seoul. Den ligger i stadsdistriktet Seo-gu.

## Indelning
Administrativt är Wolpyeong-dong indelat i:
| Namn    | Namn                  | Yta km² | Invånare 31 dec 2020 |
| ------- | --------------------- | ------- | -------------------- |
| 월평1동 | Wolpyeong 1(il)-dong  | 2,80    | 11 314               |
| 월평2동 | Wolpyeong 2(i)-dong   | 0,55    | 15 164               |
| 월평3동 | Wolpyeong 3(sam)-dong | 0,90    | 21 933               |